# Riding with the King (álbum de B.B. King e Eric Clapton)
Riding with the King é um álbum de blues dos cantores e compositores B.B. King e Eric Clapton, lançado em 2000, sendo o primeiro trabalho colaborativo a vencer o Grammy de Melhor Álbum de Blues Tradicional. O álbum, de grande sucesso comercial e de crítica, estreou em primeiro lugar na Billboard Top Blues Album e foi certificado com platina dupla pela RIAA. No entanto, alguns críticos alegam um refinamento não tão tradicional das faixas do álbum, não comum a produções do gênero.

## Antecedentes
Riding with the King foi o primeiro trabalho colaborativo entre Eric Clapton e B.B. King. Os dois astros da música se apresentaram juntos pela primeira vez num restaurante de Nova Iorque, em 1967, quando Clapton ainda integrava a banda Cream. No entanto, seu primeiro trabalho em estúdio havia sido a canção "Rock Me Baby", gravada em 1997 para o álbum Deuces Wild, de King. Clapton sempre admirou publicamente o trabalho de King e afirmou, por diversas vezes, seu desejo de realizarem um trabalho em conjunto. Por sua vez, King já havia elogiado a figura de Clapton, afirmando: "Eu o admiro. Acho que ele é o número um no rock 'n' roll como guitarrista e número um como pessoa." À época da produção de Riding with the King, Clapton estava com 55 anos de idade e King com 74. 
Clapton deu início ao trabalho em estúdio, sendo seguido por King, sendo também o responsável por selecionar as faixas e co-produzir o álbum com Simon Climie, que havia trabalhado em vários de seus álbuns anteriores. Enquanto anunciado como um álbum de Clapton contando com a participação de King, o cantor inglês deu total protagonismo ao parceiro musical na gravação das faixas e na promoção do álbum.

## Descrição
O álbum contém cinco canções clássicas dos anos 50 e 60: "Ten Long Years", "Three O'Clock Blues", "Help the Poor", "Days of Old" e "When My Heart Beats Like a Hammer". Outras standards são "Key to the Highway", de Big Bill Broonzy, (que Clapton havia gravado anteriormente com Derek and the Dominos); "Worried Life Blues", do pianista Maceo Merriweather; um cover de "Hold On, I'm Comin'", composto por Isaac Hayes e gravado por Sam & Dave em 1966; e a consagrada "Come Rain or Come Shine", do musical St. Louis Woman. A faixa-título foi composta por John Hiatt relatando um sonho de Scott Mathews sobre um voo com Elvis Presley, o "Rei" do rock. A canção havia batizado também o álbum de Hiatt de 1983.
O conjunto do álbum varia de um misto de canções acústicas ("Worried Life Blues") e eletrizadas ("Three O'Clock Blues"), e de lentas ("Ten Long Years") para mais ritmadas ("Help the Poor").

## Faixas
| N.º            | Título                              | Duração |  |
| 1.             | "Riding with the King"              | 4:23    |  |
| 2.             | "Ten Long Years"                    | 4:40    |  |
| 3.             | "Key to the Highway"                | 3:39    |  |
| 4.             | "Marry You"                         | 4:49    |  |
| 5.             | "Three O'Clock Blues"               | 8:36    |  |
| 6.             | "Help the Poor"                     | 5:06    |  |
| 7.             | "I Wanna Be"                        | 4:45    |  |
| 8.             | "Worried Life Blues"                | 4:25    |  |
| 9.             | "Days of Old"                       | 3:00    |  |
| 10.            | "When My Heart Beats Like a Hammer" | 7:09    |  |
| 11.            | "Hold On, I'm Comin'"               | 6:20    |  |
| 12.            | "Come Rain or Come Shine"           | 4:11    |  |
| Duração total: | Duração total:                      | 61:13   |  |

## Recepção
William Ruhlmann, do Allmusic, observou que Riding with the King gira mais em torno de King do que de Clapton, e que a performance do cantor inglês no álbum é mais como "um apoio". Ruhlman também afirmou que, além das guitarras dos dois músicos principais, o álbum conta ainda com mais quatro guitarras em cada faixa, tornando-o "eficaz, porém não realmente impressionante". Dan Moos, escrevendo pela PopMatters, descreveu o álbum como um "forte coquetel de blues (...) com a destreza de Clapton misturada ao porte de King". Steve Futterman, escrevendo pela Entertainment Weekly, considerou o álbum uma "triunfante colaboração de pai e filho". Por sua vez, Louis Gerber afirmou que Riding with the King "vai direto de encontro ao coração e à alma" e que é "um refrescante e sensacional álbum, o melhor na música popular desde o lançamento de Supernatural".
Riding with the King alcançou a primeira colocação na Billboard Top Blues Albums em 2000 e foi certificada com platina dupla pela RIAA, a associação fonográfica dos Estados Unidos. O álbum também recebeu um Prêmios Grammy de Melhor Álbum de Blues Tradicional no mesmo ano em que foi lançado.

## Créditos

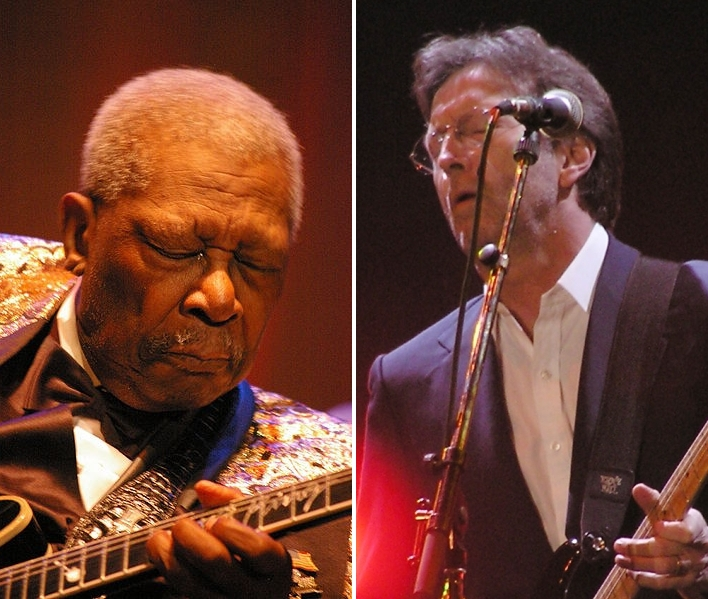
B.B. King e Eric Clapton.

### Músicos
- B.B. King – guitarra, vocal
- Eric Clapton – guitarra, vocal
- Doyle Bramhall II – guitarra (faixas 1, 2, 4, 6, 7, 9–12), vocal de apoio (faixas 4 e 7)
- Andy Fairweather Low – guitarra (faixas 1, 2, 4, 6, 7, 9–12)
- Jimmie Vaughan – guitarra (faixa 6)
- Joe Sample – piano (faixas 1, 5, 6, 9, 10, 11), piano elétrico (faixas 1, 2 e 11)
- Tim Carmon – órgão (faixas 1-7, 9–12)
- Nathan East – baixo
- Steve Gadd – percussão
- Arif Mardin - arranjos de cordas
- Susannah Melvoin – vocal de apoio (faixas 1, 4, 7, 9, 11 e 12)
- Wendy Melvoin – vocal de apoio (faixas 1, 4, 7, 9, 11 e 12)
- Paul Waller – programação

Fonte: Discogs

### Equipe técnica
- Alan Douglas – engenharia de som, mixagem (faixas 2, 3, 5, 8–11)
- Tom Sweeney – engenharia de som
- Mick Guzauski – mixagem (faixas 1, 4, 6, 7 e 12)
- Eric Clapton – produção
- Simon Climie – produção

Fonte: Discogs